# 私を泣かせてください

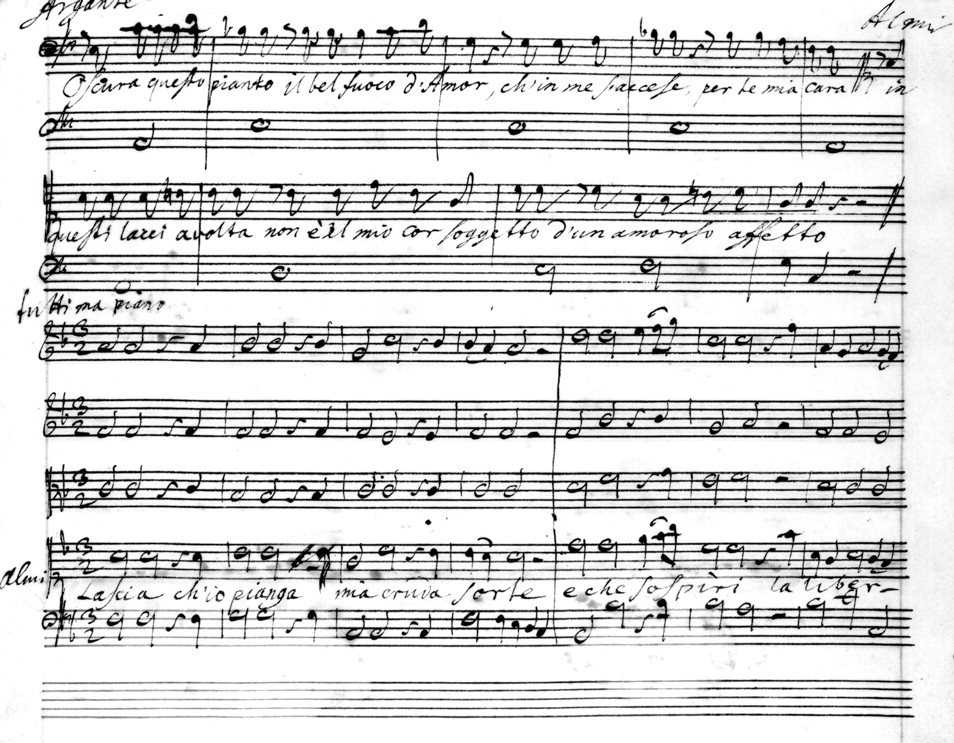
ヘンデルの自筆譜（1711年）

「私を泣かせてください」（伊語：Lascia ch'io pianga）は、ゲオルク・フリードリヒ・ヘンデルが作曲したオペラ『リナルド』のなかのアリア。「涙の流れるままに」、「涙の流るるままに」などと訳されることもある。

## 概要
このアリアのオリジナルの旋律は、ヘンデルの1705年のオペラ『アルミーラ』の第3幕にサラバンドとして使用されたのが初出である。
3年後、ヘンデルはこの旋律を再使用する。1707年のオラトリオ『時と悟りの勝利』（Il trionfo del tempo e del disinganno）（後に『時と真理の勝利』Il trionfo del tempo e della veritàの題で改作) の第2部のピアチェーレのアリアに使用したのである。このアリアは "Lascia la spina" と題され クリュザンダーの楽譜では24巻の76頁にこのアリアを見ることができる。1711年にヘンデルはまた旋律の再使用をする。それがオペラ『リナルド』第2幕でのアルミレーナのアリアである。この作品が最も成功をおさめた。
劇中で、エルサレムのイスラーム側の魔法使いの囚われの身になったアルミレーナが、敵軍の王アルガンテに求愛されるが愛するリナルドへの貞節を守るため「苛酷な運命に涙を流しましょう」と歌うアリアである。
日本では、全音楽譜出版社の「イタリア歌曲集1」や音楽之友社の「イタリア歌曲集I」、「声楽名曲選集 イタリア編I」等の歌曲集に掲載されている。日本女子大学の創設者成瀬仁蔵の愛唱歌"O Lord! Correct Me"(おお、主よ、私を正したまへ)は本曲にJ.S.Dwightの英語歌詞をつけたものである。また、テレビドラマ『牡丹と薔薇』のテーマソングとして岡本知高が歌唱したことで有名であり、2015年11月末から2016年1月末に放映された『新・牡丹と薔薇』に於いてもサラ・オレインにより歌唱された。その他にもNHK連続テレビ小説『ちゅらさん』の挿入歌として知られている。2013年にWOWOWの連続ドラマ『震える牛』のエンディング曲に使われた。
映画『カストラート』の中で重要な役割を果たしているが、ソプラノ歌手のための曲であって、カストラートのための曲ではない。

## 歌詞
Lascia ch'io pianga

mia cruda sorte,

e che sospiri la libertà.

Il duolo infranga queste ritorte

de' miei martiri sol per pietà.

どうか泣くのをお許しください

この過酷な運命に

どうか自由にあこがれることをお許しください

わが悲しみは、打ち続く受難に鎖されたまま

憐れみさえも受けられないのであれば